# Miloš Matras
Miloš Matras (4. října 1933 Praha – 31. května 1970 Huascarán) byl československý horolezec, účastník Československé expedice Peru 1970 a zasloužilý mistr sportu.
V roce 1961 se stal členem horolezeckého oddílu TJ Lokomotiva Ústí nad Labem, v roce 1966 přestoupil s Jaroslavem Budínem do HO TJ Lokomotiva Teplice kvůli expedicím, které oddíl připravoval. Zaměstnán byl jako inženýr u dopravních staveb, se svou ženou bydlel nejprve v Ústí nad Labem a poté v Teplicích. Horolezectví se věnovali také jeho dva synové Miloš – řada prvovýstupů v 80. letech, později v USA, po autonehodě přišel o nohu; a Martin – v březnu 2018 oslavil padesátiny s horolezci v Tisé.

## Výkony a ocenění
- prosinec 1953: první zimní přechod hlavního hřebene Vysokých Tater s Jaroslavem Mlezákem [1]
- zasloužilý mistr sportu

### Výstupy
- 1950-1969 prvovýstupy v Labských pískovcích obtížnosti IV - VIIc
- zimní výstupy, Vysoké Tatry
- 1959: S stěna, 5 B, Ullutau (4 207 m n. m.), Baksanské údolí, Kavkaz; Albrecht, Veselý, Matras, Gaisl, Mlezák, Snášel, Studnička, Krupička
- 1959: JV stěna a přechod k S vrcholu, 5 B, Ušba (4 710 m n. m.), Svanský úsek, Kavkaz; Snášel, Studnička, Mlezák, Krupička[2]
- J stěna, Ušba, Kavkaz; s Jaroslavem Mlezákem
- J pilíř Dych-Tau; s Petrem Mikešem
- 1963: Bonattiho pilíř, Petit Dru, Alpy; s Jurou Ševčíkem
- 1966: Contaminova cesta, Aiguille du Midi, VI+; s Jaroslavem Budínem a Gerhardem Tschunkem – první zimní průstup na vrchol Mont Blancu
- 1966: S stěna, Matterhorn; s J. Budínem, J. Ďuranou a G. Tschunkem

### Expedice
- 1965: Hindúkuš, vrchol Západní i Východní Uparisimy (6 050 a 6 260 m n. m.); s Radovanem Kuchařem a Jozefem Psotkou
- 1965: Hindúkuš, vrchol Hevadu (6 849 m n. m.); s Radovanem Kuchařem, Jozefem Psotkou a Vilémem Hecklem
- 1969: Kačkar (Tatos Dağları, Anatolije, Turecko)[3]
- 1968: Špicberky – vedoucí expedice
- 1970: Československá expedice Peru 1970